# Искусство христианского мира

«Искусство Христианского Мира» — серия сборников научных статей (альманах), издаваемая факультетом церковных художеств Православного Свято-Тихоновского гуманитарного университета с 1996 года.
Серия предназначена для публикации исследований и материалов по разным вопросам христианского искусства, от раннехристианского периода до наших дней. Помимо собственно искусствоведческих исследований, на страницах сборника находят место и статьи по смежным вопросам широкого культурологического охвата.
В основу сборника ложатся доклады, прочитанные на очередной Ежегодной Богословской конференции ПСТГУ (секция Церковных Художеств).

## Оформление сборника
Первые три выпуска вышли в издательской обложке, остальные издаются в переплётах. Четвёртый выпуск вышел в цветном картонном переплёте. Начиная с третьего выпуска нумерация сборников проставляется на переплёте (обложке) и корешке римскими цифрами. С пятого выпуска сборник печатается в типографии ОАО «Внешторгиздат», в ледериновых переплётах серо-синей тональности.

## Структура сборника
К 2001—2002 (выпуски 5 и 6) сложилась следующая структура размещения статей в издании:
- Исследования
- Исторические материалы и публикации
- Ризница
- Персоналии
- Рецензии

## Список выпусков
- Искусство христианского мира. Сборник статей. Выпуск 1. — М.: Без издательства, 1996. — 128 с. (обл.) — Тираж не указан. — ISBN не указан.
- Искусство христианского мира. Сборник статей. Выпуск 2. / Отв. ред. А. А. Воронова. — М.: Изд-во ПСТБИ, 1998. — 152 с., 2 л. цв. илл. (обл.) — 1 000 экз. — ISBN 5-7429-0063-5.
- Искусство христианского мира. Сборник статей. Выпуск 3. / Отв. ред. А. А. Воронова. — М.: Изд-во ПСТБИ, 1999. — 264 с., 2 л. цв. илл. (обл.) — 1 000 экз. — ISBN 5-7429-0078-3.
- Искусство христианского мира. Сборник статей. Выпуск 4. / Отв. ред. А. А. Воронова. — М.: Изд-во ПСТБИ, 2000. — 392 с., ил. (в пер.) — 1 000 экз. — ISBN 5-7429-0130-5.
- Искусство христианского мира. Сборник статей. Выпуск 5. / Отв. ред. А. А. Воронова. — М.: Изд-во ПСТБИ, 2001. — 360 с., 4 л. цв. илл. (в пер.) — 1 000 экз. — ISBN 5-7429-0146-1.
- Искусство христианского мира. Сборник статей. Выпуск 6. / Отв. ред. А. А. Воронова. — М.: Изд-во ПСТБИ, 2002. — 392 с., 4 л. цв. илл. (в пер.) — 1 000 экз. — ISBN 5-7429-0158-5.
- Искусство христианского мира. Сборник статей. Выпуск 7. / Отв. ред. А. А. Воронова. — М.: Изд-во ПСТБИ, 2003. — 464 с., 8 л. цв. илл. (в пер.) — 1 000 экз. — ISBN 5-7429-0191-7.
- Искусство христианского мира. Сборник статей. Выпуск 8. / Отв. ред. А. А. Воронова. — М.: Изд-во ПСТБИ, 2004. — 456 с., 8 л. цв. илл. (в пер.) — 1 000 экз. — ISBN 5-7429-0192-5.
- Искусство христианского мира. Сборник статей. Выпуск 9. / Отв. ред. А. А. Воронова. — М.: Изд-во ПСТГУ, 2005. — 480 с. (в пер.) — экз. — ISBN 5-7429-0239-5.
- Искусство христианского мира. Сборник статей. Выпуск 10. (К 15-летию Православного Свято-Тихоновского Гуманитарного Университета) / Отв. ред. А. А. Воронова. — М.: Изд-во ПСТГУ, 2007. — 628 с. (в пер.) — 1 000 экз. — ISBN 5-7429-0290-5; ISBN 978-5-7429-0290-4.
- Искусство христианского мира. Сборник статей. Выпуск 11. / Отв. ред. А. А. Воронова. — М.: Изд-во ПСТГУ, 2009. — 568 с. (в пер.) — 700 экз. — ISBN 978-5-7429-0570-7.
- Искусство Христианского Мира. Сборник статей. Выпуск 12. / гл. ред. А. А. Салтыков, прот., отв. ред. А. А. Воронова. — М. : ПСТГУ, 2012. — 431 с.
- Искусство христианского мира: Сборник статей. Выпуск 13. — 2016. — 565, [2] с. — ISBN 978-5-7429-1040-4 — 500 экз.
- Искусство Христианского мира. Сборник статей. Выпуск 14 / [ответственный редактор А. А. Воронова]. — 2017. — 453 с. — ISBN 978-5-7429-1129-6 — 300 экз.
- Искусство Христианского мира. Сборник статей. Выпуск 15 / гл. ред. А. А. Салтыков, прот. ; отв. ред. А. А. Воронова. — М. : ПСТГУ, 2021. — 339 с. — ISBN 978-5-7429-1397-9

## Редакционная коллегия сборника
Первоначальный состав (с 1996):
- Александр Салтыков, протоиерей — главный редактор
- В. В. Филатов, кандидат искусствоведения (с 1996 до 2002)
- Л. А. Щенникова, кандидат искусствоведения
- В. Д. Сарабьянов
- А. А. Воронов, кандидат архитектуры (с 1999 до 2001)

Современный состав (с 2002):
- Александр Салтыков, протоиерей — главный редактор
- Николай Озолин, протоиерей (с 2002)
- Олег Давыденков, иерей, доктор богословия, кандидат философских наук (с 2001)
- А. Л. Баталов, доктор искусствоведения (с 2001)
- Л. А. Щенникова, кандидат искусствоведения
- В. Д. Сарабьянов, художник-реставратор высшей категории, кандидат искусствоведения (2003)